# Порт-Уильямс (гидроаэропорт)
Гидроаэропорт Порт-Уильямс (англ. Port Williams Seaplane Base), (ИАТА: KPR, FAA LID: KPR) — частный гражданский гидроаэропорт, расположенный в населённом пункте Порт-Уильямс (Аляска), США. Гидроаэропорт принадлежит частной рыбодобывающей компании Washington Fish & Oyster, также известной под именем Ocean Beauty Seafoods.
Деятельность гидроаэропорта субсидируется за счёт средств Федеральной программы США Essential Air Service (EAS) по обеспечению воздушного сообщения между небольшими населёнными пунктами страны.

## Операционная деятельность
Гидроаэропорт Порт-Уильямс расположен на высоте уровня моря и эксплуатирует одну взлётно-посадочную полосу, предназначенную для приёма гидросамолётов:
- E/W размерами 3048 х 1210 метров, вода.